# Рой Берг Гансен
Рой Берг Хансен (фар. Rói Berg Hansen; 11 квітня 1996) — фарерський гандболіст. Виступає за данський гандбольний клуб Fredriksberg IF та національну збірну Фарерських островів.